# Autopsie Vol. 3
Albums de Booba
0.9
(2008) Lunatic
(2010)
Singles
1. Double Poney
Sortie : 3 juin 2009
2. Rats des villes
Sortie : 23 septembre 2009[1]
3. On contrôle la zone
Sortie : 3 novembre 2009
4. Fœtus
Sortie : 15 février 2010

Autopsie Vol. 3 est la troisième mixtape de Booba sortie le 29 juin 2009. Les artistes y figurant sont 92I, Demarco, Despo Rutti, Dosseh, Mac Tyer, Naddei, Humprey et Seth Gueko. Le premier extrait est intitulé Double Poney et le clip a été réalisé par Chris Macari.L'album s'est vendu à plus de 50 000 exemplaires[source insuffisante] .

## Listes des titres
| 1.      | Intro                                              | Étoile de Dakar | DJ Medi Med                     | 1:08 |
| 2.      | A3                                                 | Booba           | Therapy                         | 2:06 |
| 3.      | Double Poney                                       | Booba           | M3 & Noyd                       | 5:22 |
| 4.      | Non Stop                                           | Dosseh          | Prodfather                      | 4:17 |
| 5.      | Bienvenue dans le Texas (featuring Booba)          | Tony Parker     | Skalpovich                      | 0:55 |
| 6.      | Ne me parle pas de rue (featuring Booba)           | Mac Tyer        | Street Fabulous                 | 5:32 |
| 7.      | Trashhh                                            | Despo Rutti     | Blastar                         | 4:09 |
| 8.      | La vie en rouge                                    | Booba           | Haze                            | 2:36 |
| 9.      | Murderer (featuring Alborosie)                     | Busy Signal     | Animalsons                      | 2:32 |
| 10.     | Liberation Time (Remix) (featuring Booba)          | Capleton        | DJ Medi Med & Kingstone Records | 3:12 |
| 11.     | Millionnaire (featuring Ngo)                       | Unité Spéciale  | DJ Medi Med                     | 4:32 |
| 12.     | Diamond Girl (Ryan Leslie)                         | Booba           | Ryan Leslie                     | 1:07 |
| 13.     | Rats des villes                                    | Booba           | Gallegos                        | 3:44 |
| 14.     | Reste en chien (featuring Booba)                   | La Fouine       | Animalsons                      | 1:12 |
| 15.     | Salade, tomates, oignons (Yuksek Remix)            | Booba           | Yuksek                          | 3:14 |
| 16.     | Ride                                               | Naadei          | Street Fabulous                 | 4:03 |
| 17.     | Un grand de demain                                 | Humphrey        | Dawty Music                     | 3:35 |
| 18.     | On contrôle la zone (featuring Bram's, Djé & Mala) | Booba           | Animalsons                      | 3:49 |
| 19.     | Démarrer                                           | Seth Gueko      | Guibprod                        | 3:07 |
| 20.     | El Dorado                                          | Soma            | AGM                             | 3:40 |
| 21.     | Maman dort                                         | Booba           | Animalsons                      | 0:53 |
| 22.     | Fœtus                                              | Booba           | Oneshot                         | 4:57 |
| 1:05:86 |                                                    |                 |                                 |      |

| Bonus Tracks | Bonus Tracks                       | Bonus Tracks  | Bonus Tracks | Bonus Tracks | Bonus Tracks | Bonus Tracks | Bonus Tracks | Bonus Tracks | Bonus Tracks |
| No           | Titre                              | Producteur(s) | Durée        |              |              |              |              |              |              |
| ------------ | ---------------------------------- | ------------- | ------------ | ------------ | ------------ | ------------ | ------------ | ------------ | ------------ |
| 23.          | Double Poney (Instrumental)        | M3 & Noyd     | 5:22         |              |              |              |              |              |              |
| 24.          | Rats des villes (Instrumental)     | Gallegos      | 3:44         |              |              |              |              |              |              |
| 25.          | On contrôle la zone (Instrumental) | Animalsons    | 3:49         |              |              |              |              |              |              |
| 12:54        |                                    |               |              |              |              |              |              |              |              |

## Les inédits
Le même jour de la sortie officielle de la mixtape, une compile avec les inédits sort.
| 1.      | A3                                                 | Booba          | Therapy                         | 2:06 |
| 2.      | Double Poney                                       | Booba          | M3 & Noyd                       | 5:22 |
| 3.      | Non Stop                                           | Dosseh         | Prodfather                      | 4:17 |
| 4.      | Trashhh                                            | Despo Rutti    | Blastar                         | 4:09 |
| 5.      | La vie en rouge                                    | Booba          | Animalsons                      | 2:36 |
| 6.      | Liberation Time (Remix) (featuring Booba)          | Capleton       | DJ Medi Med & Kingstone Records | 3:12 |
| 7.      | Millionnaire (featuring Ngo)                       | Unité Spéciale | DJ Medi Med                     | 4:32 |
| 8.      | Rats des villes                                    | Booba          | Gallegos                        | 3:44 |
| 9.      | Salade, tomates oignons (Yuksek Remix)             | Booba          | Yuksek                          | 3:14 |
| 10.     | Ride                                               | Naadei         | Street Fabulous                 | 4:03 |
| 11.     | Un grand de demain                                 | Humphrey       | Dawty Music                     | 3:35 |
| 12.     | On contrôle la zone (featuring Bram's, Djé & Mala) | Booba          | Animalsons                      | 3:49 |
| 13.     | Démarrer                                           | Seth Gueko     | Guibprod                        | 3:07 |
| 14.     | El Dorado                                          | Soma           | AGM                             | 3:40 |
| 15.     | Fœtus                                              | Booba          | Street Fabulous                 | 4:57 |
| 16.     | Double Poney (Instrumental)                        | -              | M3 & Noyd                       | 5:22 |
| 17.     | Rats des villes (Instrumental)                     | -              | Gallegos                        | 3:44 |
| 18.     | On contrôle la zone (Instrumental)                 | -              | Animalsons                      | 3:49 |
| 1:09:17 |                                                    |                |                                 |      |

## Clips vidéos
- Double Poney est le premier clip vidéo sorti le 4 juin 2009.
- Démarrer est un titre de Seth Gueko. C'est le deuxième clip de la mixtape, sorti le 16 octobre 2009.
- Rats des villes est le troisième clip de A3, il est sorti le 19 octobre 2009.
- On contrôle la zone est le quatrième et avant-dernier clip, sorti le 4 novembre 2009 réalisé par Chris Macari.
- Fœtus est le cinquième et dernier clip de la mixtape sorti le 15 février 2010.

## Classement par pays
| Classement          | Meilleure position |
| ------------------- | ------------------ |
| France (SNEP)       | 2                  |
| Belgique (Ultratop) | 19                 |

### Certifications
| Pays          | Certifications | Ventes     | Ventes   |
| Pays          | Certifications | Certifiées | Cumulées |
| ------------- | -------------- | ---------- | -------- |
| France (SNEP) | Or             | 50 000     | 50 000   |

|}